# Intel Ct

Intel Ct est un modèle de programmation développé par Intel. Il a pour but de tirer part des capacités des futurs processeurs de la firme et de la multiplicité de leurs cœurs d'execution. Il est utilisé dans le cadre du projet Tera-Scale.
C'est une extension du langage C++.
Ce modèle se base sur les caractéristiques Single Instruction Multiple Data des processeurs, et assure la parallélisation automatique de code source exploitant cette capacité.